# Limbile Turciei
Limba oficială a Turciei este limba turcă, deși Ethnologue propune multe limbi minoritare dintre care foarte multe sunt vorbite de un număr mare al populației.
Potrivit articolului 42 din Constituția Turciei:
Nici o altă limbă în afară de cea turcă nu ar trebui numită limba mamă a cetățenilor turci, în nici o instituție de formare sau educație. Limbile străine în instituțiile de formare și educare și regulile care trebuiesc urmate de către școlile ce au acțiuni de formare și educare într-o limbă străină, vor fi determinate de lege. Previziunile tratatelor internaționale sunt rezervate.
Aceasta prevedere a fost criticată de Organizația Drepturilor Omului care susține că minoritățile etnice întâmpină restricții în utilizarea limbilor naționale. Organizația observă, în continuare că “guvernul Turciei acceptă drepturile lingvistice ale minorităților evreiești, grecești și armene care sunt garantate de Tratatul de la Lausanne din 1923. Însă guvernul susține că acestea sunt singurele minorități ale Turciei, și că orice altă discuție asupra drepturilor minorităților reprezintă doar un act de separatism.”
Potrivit Tratatului de la Lausanne, limbile minoritare recunoscute oficial sunt armeana, greaca și ebraica.
| Limba                      | Vorbitori                           | Clasificare                                | Comentarii                                                                                  |
| -------------------------- | ----------------------------------- | ------------------------------------------ | ------------------------------------------------------------------------------------------- |
| Turcă                      | 46,278,000 (1987)                   | Turcă(Oghuz)                               |                                                                                             |
| Kurda Nordică              | 3,950,000 (1980)                    | Indo-European(Indo-Iranian,Vestul Iranian) | cunoscut ca și Kurmanji                                                                     |
| Dimli                      | 1 milion la 2.5 milioane(1998/1999) | Indo-European(Indo-Iranian,Vestul Iranian) | una din limbile Zaza                                                                        |
| Kabardiană                 | 1,000,000(2005)                     | limbile Nord Caucaziene                    |                                                                                             |
| Azerbaijană Sudică         | 530,000                             | Turcă(Oghuz)                               |                                                                                             |
| Arabică Nord Mesopotamiană | 400.000(1992)                       | limbile Semitice(Arabică)                  |                                                                                             |
| Turcă Balcanică Gagauz     | 327,000(1993)                       | Turcă(Oghuz)                               |                                                                                             |
| Bulgară                    | 300,000(2001)                       | Indo-European(Slavă)                       |                                                                                             |
| Adigă                      | 278,000(2000)                       | limbile Nord Caucaziene                    |                                                                                             |
| Kirmanjki                  | 140,000                             | Indo-European(Indo-Iranian,Vestul Iranian) | una din limbile Zaza                                                                        |
| Armeană                    | 40,000(1980)                        | Indo-European(limbile Armene)              |                                                                                             |
| Georgiană                  | 40,000(1980)                        | limbile Caucaziene Sudice                  |                                                                                             |
| Lak                        | 250,000(2002)                       | limbile Caucaziene Sudice                  |                                                                                             |
| Domari                     | 28,500(2000)                        | Indo-European(Indo-Iranian,Indo-Aryan)     |                                                                                             |
| Romani Balcanică           | 25,000                              | Indo-European(Indo-Iranian,Indo-Aryan)     |                                                                                             |
| Sîrbă                      | 20,000(1980)                        | Indo-European(Slavă)                       |                                                                                             |
| Albaneză Tosk              | 15,000(1980)                        | Indo-European(Albaneză)                    |                                                                                             |
| Abaza                      | 10,000(1995)                        | limbile Nord Caucaziene                    |                                                                                             |
| Ladino                     | 8,000(1976)                         | Indo-European(Romană)                      | vorbită de descendenții evreilor refugiați din Spania                                       |
| Pontică                    | 4,540(1965)                         | Indo-European(Greacă)                      | vorbită la țărmurile Mării Negre, majoritatea vorbitorilor au fost mutați în Grecia în 1920 |
| Greacă                     | 4,000(1993)                         | Indo-European(Greacă)                      | majoritatea vorbitorilor au fost mutați în Grecia în 1920                                   |
| Abkhaz                     | 4,000(1980)                         | limbile Nord Caucaziene                    |                                                                                             |
| Turoyo                     | 3,000(1994)                         | limbile Semitice                           |                                                                                             |
| Uzbeka Sudică              | 1,980(1982)                         | Turcă(Uyghurică)                           |                                                                                             |
| Kyrgyz                     | 1,140(1982)                         | Turcă(Vest)                                | (aka Kirghiz)                                                                               |
| Hértevin                   | mai puțin de 1,000(1999)            | limbile Semitice(Aramaic)                  |                                                                                             |
| Turkmen                    | 920(1982)                           | Turcă(Oghuz)                               |                                                                                             |
| Kazakh                     | 600(1982)                           | Turcă(Vest)                                |                                                                                             |
| Uyghur                     | 500(1981)                           | Turcă(Est)                                 |                                                                                             |
| Turcă Crimeană             | necunoscut                          | Turcă(Oghuz)                               |                                                                                             |
| Kumyk                      | puține sate                         | Turcă(Vest)                                |                                                                                             |
| Tatar                      |                                     | Turcă(Vest)                                |                                                                                             |
| Osetin                     | ??                                  | Indo-European(Indo-Iranian,Iranian,Est)    |                                                                                             |
| Limba semnelor din Turcia  | ?                                   | limbajul semnelor                          | numerele nu sunt cunoscute cu toate că sunt de ordinul miilor                               |
|                            |                                     |                                            |                                                                                             |

### Istorie
Turcia a fost, din punct de vedere istoric locul multor limbi deja dispărute. Printre acestea se numără limba hitită, indo-europeana timpurie pentru care există dovezi scrise (circa 1600-1100 î.Hr în perioada în care exista Imperiul Hitit). Printre alte limbi anatolice se numără limbile luwian, lycian, lydian și milyan. Se presupune că toate aceste limbi au dispărut în jurul secolului I î.Hr în timpul elenizării Anatoliei ce a condus la instaurarea limbii grecești sub o varietate de dialecte.
Limba uratian, aparținând familiei lingvistice hurro-uratiane exista în estul Anatoliei, în preajma Lacului Van. Aceasta a fost limba a regatului Urartu din secolul XIX î.Hr până în secolul VI. Limba hatică este atestată în textele ritualice hitite dar nu e relaționată cu hitita sau orice altă limbă cunoscută; datează din mileniul 2 î.Hr.